# کینن (نیوهمپشایر)
کینن (به انگلیسی: Canaan) شهری در ایالت نیوهمپشایر کشور ایالات متحده آمریکا است که جمعیت آن در سرشماری سال ۲۰۱۰ میلادی، ۵۲۴ نفر بوده‌است.

## نگارخانه

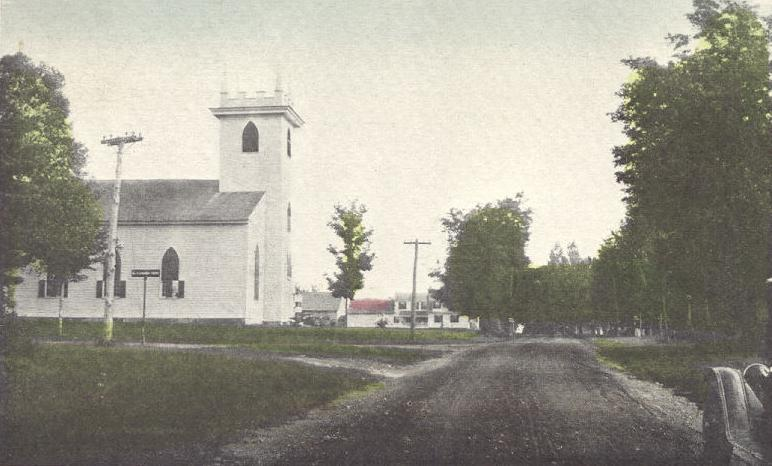
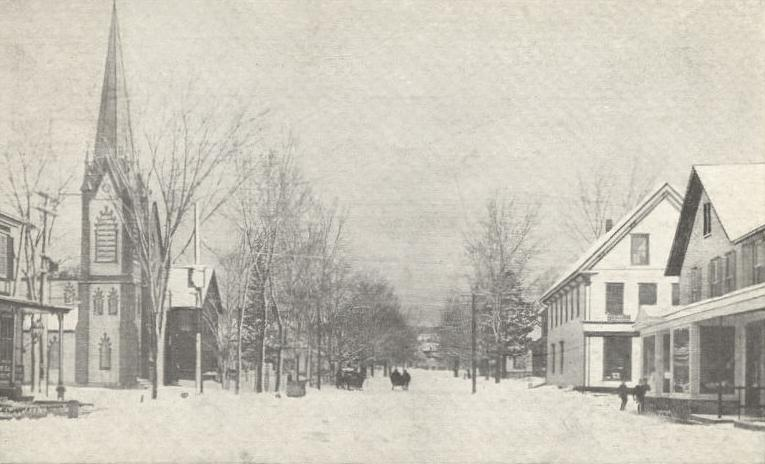
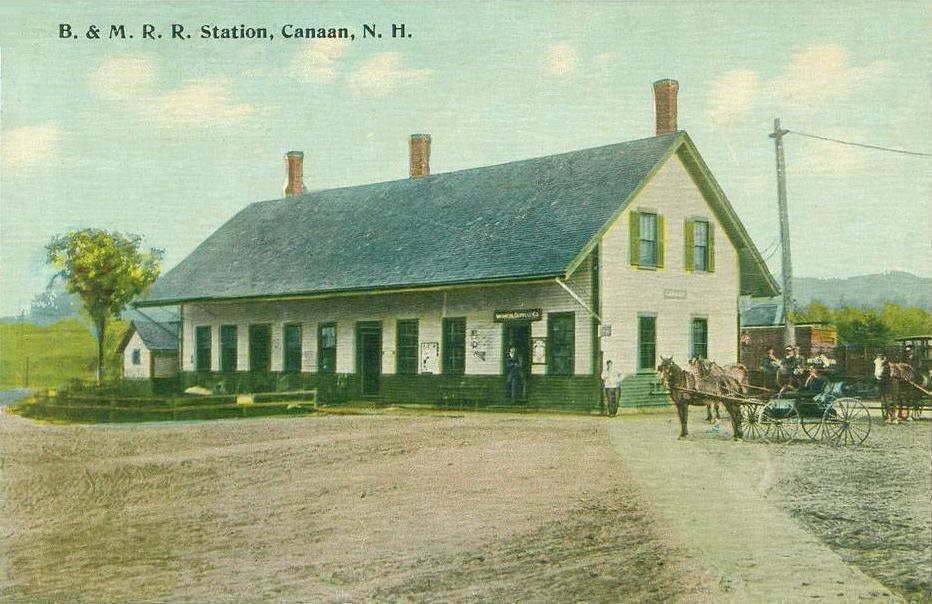